# Siseme pseudopallas
Siseme pseudopallas is een vlindersoort uit de familie van de prachtvlinders (Riodinidae), onderfamilie Riodininae.
Siseme pseudopallas werd in 1890 beschreven door Weymer.